# دفان الوادي (يريم)

تعديل مصدري - تعديل

دفان الوادي هي إحدى قرى عزلة ارياب بمديرية يريم التابعة لمحافظة إب، بلغ تعداد سكانها 178 نسمة حسب تعداد اليمن لعام 2004.